# Bedřichovka (Orlické Záhoří)

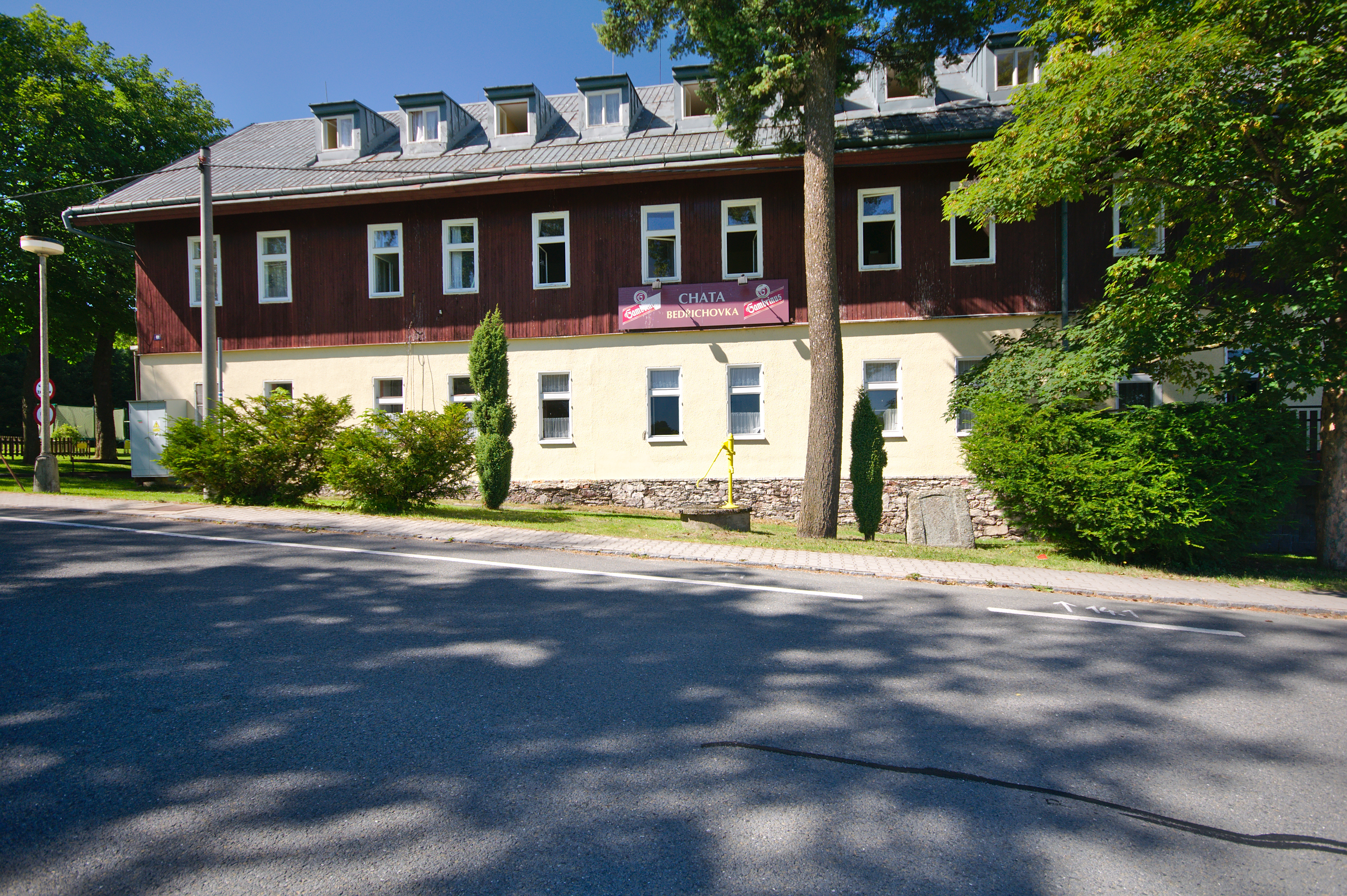
Chata Bedřichovka

Bedřichovka (deutsch: Friedrichswald) ist eine Grundsiedlungseinheit der Gemeinde Orlické Záhoří im Okres Rychnov nad Kněžnou in Tschechien. Es liegt am rechten Ufer der Wilden Adler, drei Kilometer nordwestlich von Jadrná an der Staatsstraße 311, die bei Bartošovice v Orlických horách beginnt und entlang des Ufers der Wilden Adler in nordwestlicher Richtung nach Deštné v Orlických horách führt.

## Geographie
Bedřichovka liegt zwischen dem Hauptkamm des Adlergebirges und dem Habelschwerdter Gebirge am rechten Ufer der Wilden Adler, die hier die Grenze zu Polen bildet. Nordwestlich erhebt sich mit 1.115 m die Velká Deštná (Große Deschneier Koppe). Nachbarorte sind Trčkov im Norden, Zelenka, Jadrná und Kunštát im Südosten und Luisino Údoli (Luisenthal) sowie Zákoutí (Hinterwinkel) im Südwesten. Jenseits der Grenze liegen Lasówka und Piaskowice im Osten sowie Mostowice im Südosten. Über den Grenzübergang Mostowice wird die Wojewodschaftsstraße 389 erreicht, die zwischen Lewin Kłodzki und Duszniki-Zdrój an der E 67 beginnt und in Międzylesie endet.

## Geschichte
Die Besiedlung am Oberlaufs der Wilden Adler an der Grenze zwischen dem böhmischen Kreis Königgrätz und der Grafschaft Glatz erfolgte ab der zweiten Hälfte des 16. Jahrhunderts.
1614 erwarb der Glasmacher Johann Friedrich, der bereits eine Glashütte in Hausdorf in der Grafschaft Glatz besaß, ein waldreiches Gebiet oberhalb von Kerndorf, um eine weitere Glashütte zu errichten. Das Gebiet am rechten Ufer der Wilden Adler gehörte zur Herrschaft Solnitz, die seit 1601 dem Johann von Vlkanov (Jan z Vlkánova) gehörte. Zusammen mit dem Verkaufsvertrag vom 27. Mai 1614 erteilte der Verkäufer dem Glasmacher Johann Friedrich die Genehmigung zur Errichtung einer Glashütte und verlieh ihm gleichzeitig umfangreiche Privilegien. Dazu gehörten die Errichtung und der Betrieb eines Kretschams, das Braurecht, der Ausschank von Wein und Schnaps, die Anlage einer Mühle und einer Säge, das Jagd- und Fischereirecht und der Handel mit Getreide sowie der Bau von Häusern für die anzusiedelnden Arbeiter und Handwerker (Schuster, Schneider, Bäcker, Fleischer, Schmied). Von erlegten Hirschen, Bären und vom Schwarzwild war die Hälfte der Jagdausbeute an den Grundherrn abzuliefern. Im Gegensatz zu den Handwerkern und Bediensteten waren Johann Friedrich und seine Frau frei, d. h. nicht untertänig. Die Produkte aus der Glashütte durften sie frei verkaufen, ihre Nachkommen durften frei heiraten und auch die Herrschaft verlassen. Für das erworbene Gut und die Privilegien bezahlte Johann Friedrich 450 Schock Meißner Groschen. Außerdem waren jährlich 24 Schock Meißner Groschen sowie 12 Gläser mit Wappen, je 30 Wein- und Biergläser sowie 200 Fensterglasscheiben an den Grundherrn abzuliefern.
Die Glashütte wurde zunächst als „Kronstädter Glashütte“ bezeichnet. Ihr Gründer Johann Friedrich (II.) starb vermutlich in der zweiten Hälfte der 1630er Jahre und wurde auf dem Kronstädter Friedhof bestattet. Die Glashütte wurde von seinem gleichnamigen Sohn Johann Friedrich (III.) übernommen. Um diese Zeit kam für die Glashütte und die umliegende Ansiedlung die Bezeichnung „Friedrichswald“ auf. Johann Friedrich III. ist noch für das Jahr 1651 als Besitzer der Glashütte nachgewiesen. Vermutlich im selben oder ein Jahr später verließ er Friedrichswald. Da er sich zum lutherischen Glauben bekannte, musste er vermutlich Böhmen verlassen, weil er eine Konversion zum katholischen Glauben ablehnte. Wohin er sich mit seiner Familie begab, ist nicht bekannt.
1652 gelangte Friedrichswald an den Glasmacher Adam Paul Peterhansel, dessen Vorfahren aus dem Bistum Passau stammten. Da der Wald um diese Zeit weitgehend abgeholzt war, verhandelte Peterhansel ab dem Jahr 1657 mit der Glatzer königlichen Kammer über den Erwerb eines Waldgebiets auf dem linken Ufer der Wilden Adler, gegenüber von Friedrichswald. Der Verkauf kam 1662 zustande, der entsprechende Vertrag wurde vom Glatzer Landeshauptmann Johann Georg von Götzen unterzeichnet und vom Kaiser Leopold I. bestätigt. Anschließend errichtete Peterhansel auf dem neu erworbenen Glatzer Gebiet eine Glashütte, um die sich eine Siedlung entwickelte, die Kaiserswalde benannt wurde.
Nach dem Tod Adam Paul Peterhansels 1693 übernahm beide Glashütten sein Sohn Franz Ferdinand Peterhansel. Um 1700 verlegte er die Friedrichswalder Glashütte nach Kaiserswalde, behielt jedoch weiterhin das Friedrichswalder Gut. 1710 wurde er mit dem Prädikat „von Retzburg“ in den böhmischen Ritterstand erhoben. Dreizehn Jahre vor seinem Tod überschrieb er 1720 sein verschuldetes Gut seinem Sohn Franz Anton Peterhansel von Retzburg, der 1728 Friedrichswald zusammen mit Kaiserswalde wegen Überschuldung dem kaiserlichen General Franz Paul von Wallis auf Plomnitz überschreiben musste und wenige Wochen später starb. Nach dem Tod von Franz Paul von Wallis gelangte Friedrichswalde 1737 an dessen Bruder Georg Olivier von Wallis. Nach dem Verkauf an den Grafen Wallis kam es zu einem besitzrechtlichen Streit mit dem Orden der Karmeliter, denen die Herrschaft Solnitz zu dieser Zeit gehörte. Dabei machten die Karmeliter geltend, in dem Vertrag von 1614 mit dem Glasmacher Johann Friedrich sei festgelegt worden, dass das Gut Friedrichswald ohne die Zustimmung des Grundherrn nicht an einen Adligen verkauft hätte werden dürfen. Der Streit wurde erst 1845 zugunsten der Karmeliter entschieden.
Seit 1750 war Friedrichswald eine selbständige Gemeinde und gehörte zur Bezirkshauptmannschaft Senftenberg. Es war zur Pfarrkirche in Kronstadt gewidmet und verfügte über eine dreiklassige Volksschule, die auch von Kindern aus Grünborn und Trtschkadorf besucht wurde. Nach der Gründung der Tschechoslowakei wurde 1919 in Friedrichswald eine tschechische Minderheitenschule errichtet und Friedrichswalde 1928 in Bedřichovka umbenannt. 1930 lebten in der Gemeinde 301 Einwohner. Infolge des Münchner Abkommens wurde Friedrichswald 1938 dem Deutschen Reich angeschlossen und gehörte bis 1945 zum Landkreis Grulich. 1939 lebten in dem Dorf 294 Menschen. Nach dem Zweiten Weltkrieg wurden die deutschen Bewohner vertrieben. Bedřichovka blieb weitgehend entsiedelt, wodurch zahlreiche Häuser und Gehöfte dem Verfall preisgegeben wurden. 1960 wurde Bedřichovka der neu gebildeten Gemeinde Orlické Záhoří eingegliedert. Seit 1969 gehört es zum Naturschutzgebiet „Chráněná krajinná oblast Orlické hory“.

## Sehenswürdigkeiten
- Kapelle „Christi Himmelfahrt“

## Söhne und Töchter des Ortes
- Ignaz Preissler (1676–1741), Glas- und Porzellanmaler
- Glasmacherfamilie Friedrich
- Glasmacherfamilie Peterhansel